# Rainiers de Seattle
 (mai 2021).
Si vous disposez d'ouvrages ou d'articles de référence ou si vous connaissez des sites web de qualité traitant du thème abordé ici, merci de compléter l'article en donnant les références utiles à sa vérifiabilité et en les liant à la section « Notes et références ».
Les Rainiers de Seattle (en anglais : Seattle Rainiers) sont une ancienne franchise américaine de ligue mineure de baseball qui opéra en Pacific Coast League entre 1903 à 1968 en remportant sept fois le titre.
La franchise est créée en 1903 sous le nom des Indians de Seattle. Elle prend part aux trois premières éditions de la Pacific Coast League puis est évincée en Northwest League jusqu'en 1918. De retour en PCL en 1919, les Indians sont rebaptisés Rainiers de Seattle en 1939 après le rachat de la franchise opéré par Emil Sick, patron de la marque de bière Rainier. Le nom des Angels de Seattle sera utilisé pour les quatre dernières saisons (1965-1968).
Les Angels sont contraints de quitter Seattle à l'arrivée de la franchise d'expansion de la MLB, les Pilots de Seattle.

## Palmarès
- Champion de la Pacific Coast League (AAA) : 1924, 1940, 1941, 1942, 1951, 1955, 1966